# مینی‌سریال

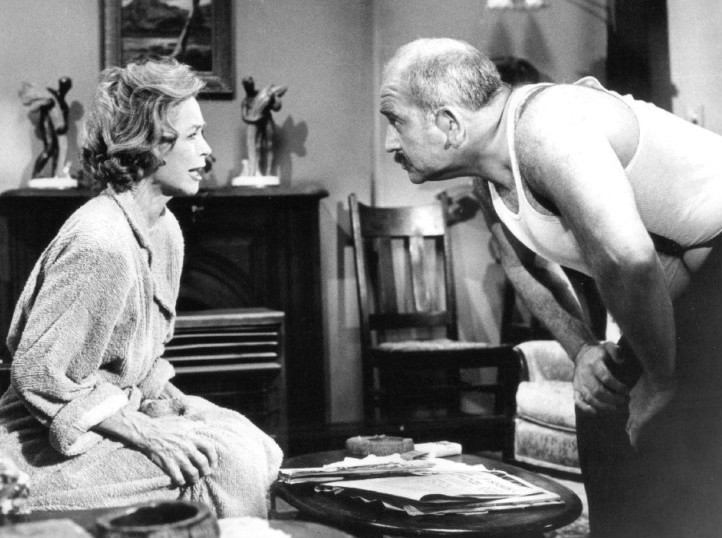
مجموعۀ کوتاه (مینی‌سریال) دارا و ندار

مینی‌سریال، سریال کوتاه یا مجموعهٔ کوتاه تلویزیونی (به انگلیسی: Miniseries) به سریالی گفته می‌شود که حدود ۱۰ قسمت یا کمتر دارد و عموماً داستانش در همان یک فصل خاتمه می‌یاید. نخستین مینی‌سریال‌ها در حدود دههٔ ۱۹۶۰ میلادی در آمریکا شکل گرفتند که برای نمونه از طرف شبکهٔ ای‌بی‌سی مجموعهٔ «ظهور و سقوط رایش سوم» با عنوان «مینی‌سریال» پخش شد.